# グリセルアルデヒド-3-リン酸デヒドロゲナーゼ (NAD(P)+) (リン酸化)
グリセルアルデヒド-3-リン酸デヒドロゲナーゼ (NAD(P)+) (リン酸化)（glyceraldehyde-3-phosphate dehydrogenase (NAD(P)+) (phosphorylating)）は、解糖系/糖新生および炭素固定に関わる酵素で、次の化学反応を触媒する酸化還元酵素である。
D-グリセルアルデヒド-3-リン酸 + リン酸 + NAD(P)+ {\displaystyle \rightleftharpoons } 3-ホスホ-D-グリセロイルリン酸 + NAD(P)H + H+
反応式の通り、この酵素の基質はD-グリセルアルデヒド-3-リン酸とリン酸とNAD+またはNADP+、生成物は3-ホスホ-D-グリセロイルリン酸とNADHまたはNADPHとH+である。
組織名はD-glyceraldehyde 3-phosphate:NAD(P)+ oxidoreductase (phosphorylating)で、別名にtriosephosphate dehydrogenase (NAD(P)), glyceraldehyde-3-phosphate dehydrogenase (NAD(P)) (phosphorylating)がある。